# Hüttertal
Koordinaten: 51° 7′ 19″ N, 13° 56′ 21″ O

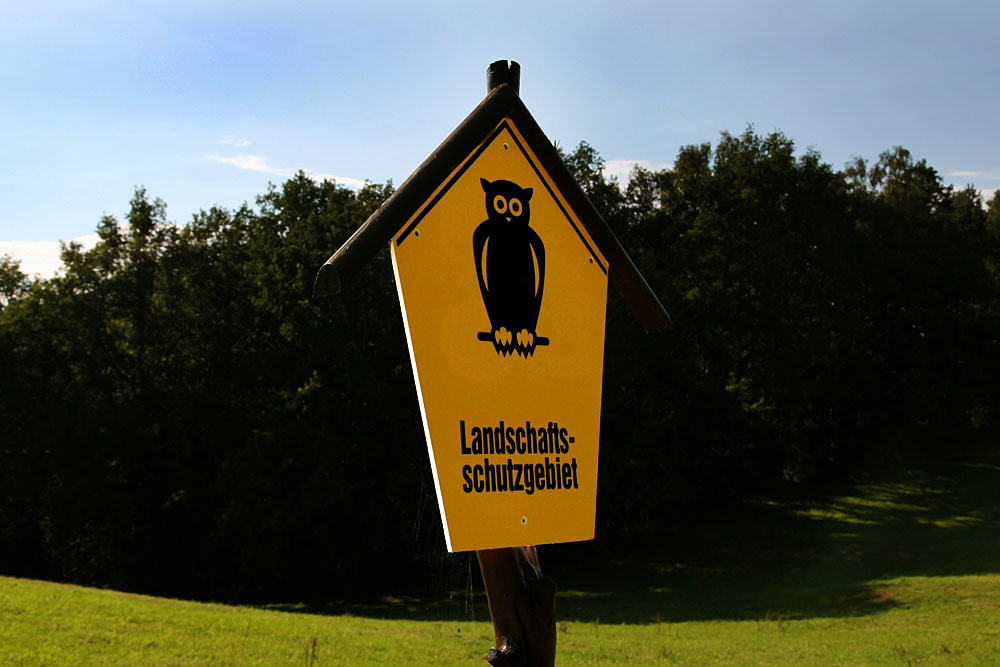
Landschaftsschutzgebiet Hüttertal

Das Hüttertal in Sachsen befindet sich zwischen Wallroda und Radeberg und ist seit 1954 ein ausgewiesenes Landschaftsschutzgebiet (Sächsische LSG-Nr. d14; CDDA-Code 321858). Es gehörte zu den ersten Schutzgebieten der DDR und mit einer Fläche von 54 Hektar auch zu den kleinsten.
Seit 2006 ist das Hüttertal Teil des Europäischen Schutzgebietes Natura 2000 (zugehörig zum insgesamt 770 ha großen FFH-Schutzgebiet Nr. 4848-301 Rödertal oberhalb Medingen) und unterliegt damit strengen natur- und vogelschutzrechtlichen Bestimmungen.
Es liegt im Übergangsbereich vom Westlausitzer Hügel- und Bergland zum Schönfelder Hochland. Durch das Hüttertal fließt die Große Röder in Richtung Radeberg.

## Allgemeines

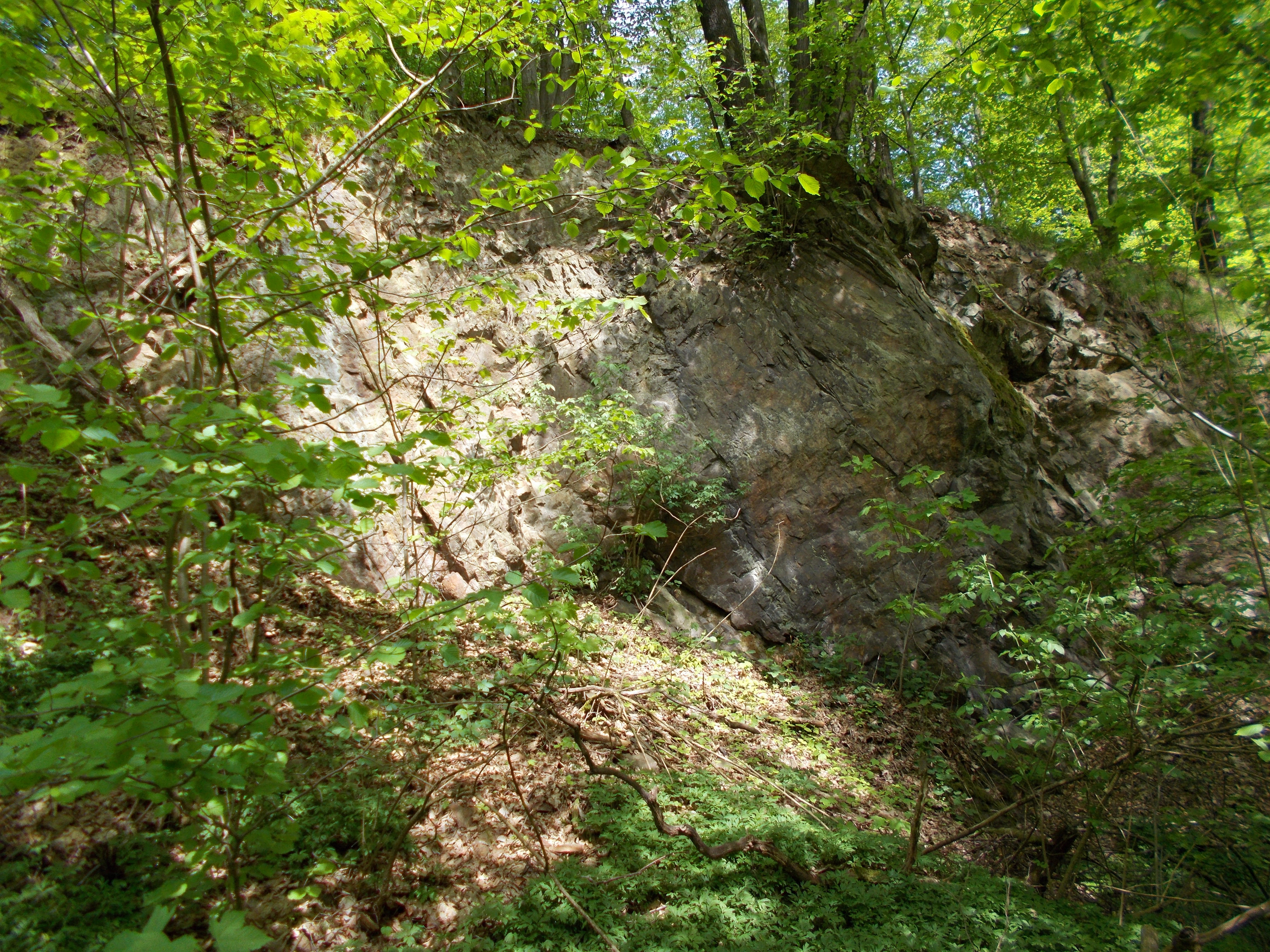
Granodioritaufschluss nahe der Hüttermühle

Das Hüttertal ist ein etwa drei Kilometer langes und im Durchschnitt 150 bis 200 Meter breites Kerbsohlental, das die Große Röder im Laufe von Millionen Jahren in die felsige Landschaft zwischen Wallroda und Radeberg erodiert hat. An vielen Stellen des Tals gibt es offene Felshänge aus Granodiorit und Sedimentgesteinen. Der Granodiorit wird bereichsweise von turmalinführenden Quarzgängen durchzogen. Das Mineral tritt in der schwarzen Varietät „Schörl“ auf. Die gefundenen Turmalinkristalle wiesen vereinzelt Schmucksteinqualität auf. 

Zwei ehemalige Steinbrüche sind erkennbar („Tote Frau“ und „Grotte“). Entlang des Flusslaufes entwickelten sich sowohl Waldflächen (teils als naturnahe Auwälder) als auch Wiesen und Hochstaudenfluren. Der Fernwanderweg Lausitzer Schlange verläuft durch das Hüttertal. Die höchste Erhebung ist der zur Wallrodaer Flur gehörende Hutberg (296 Meter). Nördlich des Hüttertals befand sich bis zum Anfang des 20. Jahrhunderts das Waldgebiet Strankholz, ein Teil der Landwehr.

## Natur
Noch bis zum Ende des 19. Jahrhunderts wurde das Hüttertal vorrangig als Weidefläche für Schafe benutzt und war daher fast baumlos. Nur vereinzelt wurden Baumpflanzungen von einigen Mühlenbesitzern vorgenommen. Am Anfang des 20. Jahrhunderts wurde vom Verschönerungsverein Radeberg begonnen, das Hüttertal zu einem Volkspark umzuwandeln. Erste großflächige Pflanzungen von Eichen, Platanen und Robinien wurden durchgeführt. Dieses Vorhaben konnte wegen der veränderten Bedingungen des Ersten Weltkrieges nicht weiter umgesetzt werden.

### Flora

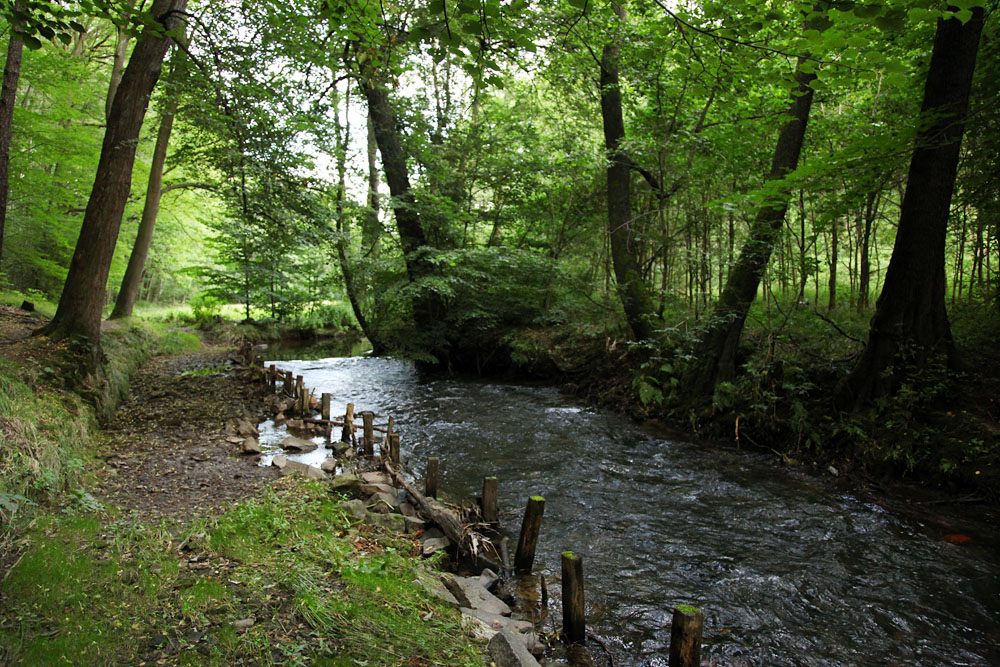
Große Röder im Hüttertal

Das Hüttertal besteht zu großen Teilen aus naturnahem Eichen-Hainbuchenwald. Außer den namensgebenden Baumarten wachsen Ulmen, Birken, Eschen, Linden, Erlen und Ahorne sowie Kiefern, Fichten und Weymouthskiefern. Durch die intensive Beweidung des Tals bis zum Ende des 19. Jahrhunderts gibt es nur sehr wenige ältere Bäume.
Zwischen den Waldflächen sind einige besondere Wiesen zu finden. Neben Märzenbecherwiesen gibt es eine Orchideenwiese, auf der unter anderem das Breitblättrige Knabenkraut, eine einheimische Orchideenart, größere Vorkommen aufweist. Diese Wiese ist als Flächennaturdenkmal ausgewiesen. Im Frühling sind viele Lichtungen mit Buschwindröschen bedeckt. Weitere schützenswerte Pflanzen des Hüttertals sind die Akeleiblättrige Wiesenraute, verschiedene Arten der Pestwurzen, der Wald-Gelbstern und das Scharbockskraut.
Die Rödertalblume, eine Unterart aus der Gattung des Sonnenhutes, wurde erst durch den Menschen in das Hüttertal eingeschleppt und ist somit als Neophyt zu betrachten. Ebenfalls neobiotisch ist das Drüsige Springkraut, welches auf Wiesen und Lichtungen sowie in locker bewachsenen Waldstücken sehr häufig zu finden ist.

### Fauna

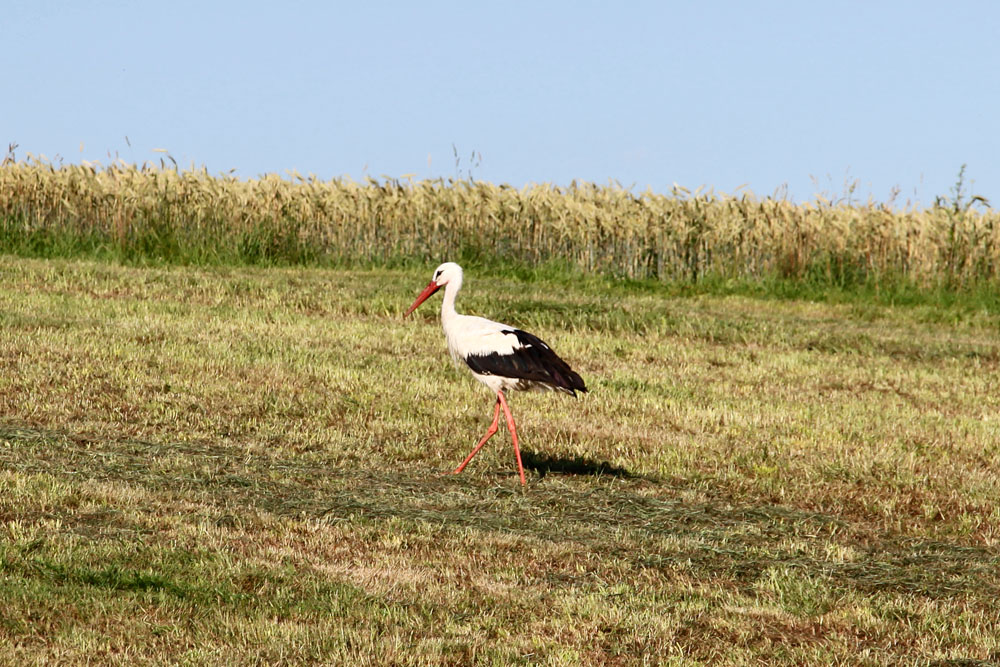
Weißstorch im Hüttertal

Im Hüttertal sind Rotfuchs, Reh, Feldhase, Eichhörnchen, Dachs, verschiedene Mausarten, Fledermäuse und Mauswiesel heimisch. Der Flusslauf der Großen Röder bietet Lebensraum für Fischotter, Libellen und einige Kröten- und Froscharten. An einigen Stellen des Waldes kommen Nashornkäfer und wilde Hornissen vor. In den vergangenen Jahren sind öfter durchziehende Biber gesichtet worden, Biberbaue sind noch nicht gefunden worden.
Die sehr artenreiche Vogelwelt (Avifauna) des Hüttertals bewirkte die Einstufung als Vogelschutzgebiet. Über 60 verschiedene Arten wurden gezählt. Die wichtigsten Großvögel sind Graureiher, Rotmilan, Mäusebussard und Weißstorch. Außerdem brüten Grünspecht, Buntspecht, Kleiber, Finken, Amseln, Meisen, Grasmücken, Zaunkönig und Waldsänger im Hüttertal. Zu den exotischsten Bewohnern zählen Eisvogel und Wasseramsel.

## Schlossmühle Radeberg

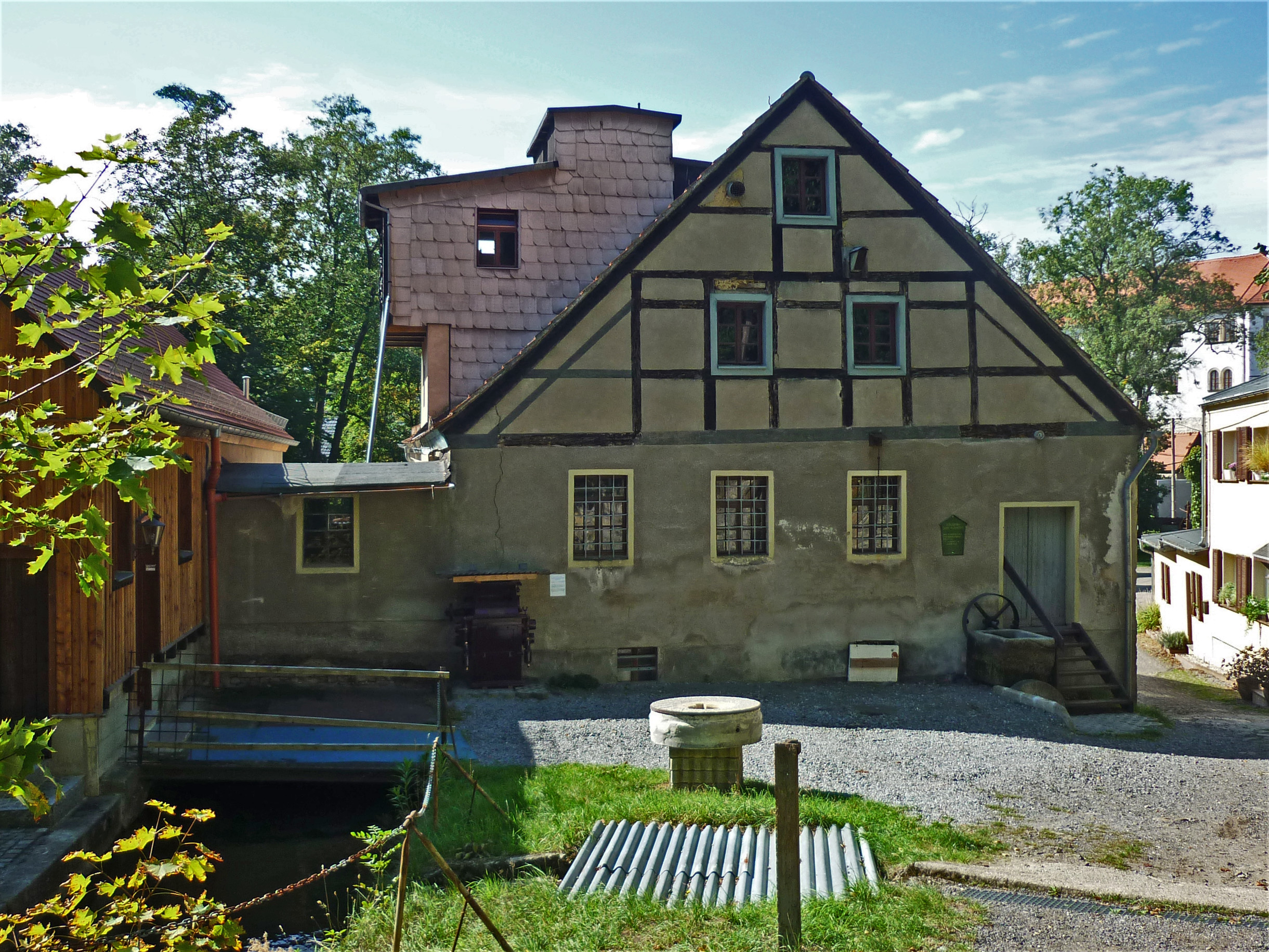
Schlossmühle (2015)

Im Jahr 1445 wurde die ehemals zum Schloss und Amt Radeberg (nicht zur Stadt Radeberg) gehörende Schlossmühle als „Hußmol“ das erste Mal urkundlich erwähnt und ist damit nach heutiger Kenntnis die älteste Mühle auf dem Gebiet der heutigen Stadt Radeberg. Sie befindet sich in unmittelbarer Nähe des Schlosses Klippenstein. Das Erbbuch von 1551 führt zur Radeberger Amtsmühle aus: Eine Mohle unterm schloss an der Reder gelegen, hat drey uberschlechtige genge... Die Schlossmühle gilt als das stadtseitige „Eingangstor“ zum Hüttertal.
In der oberschlächtigen Wassermühle mit ihren bereits 1551 belegten 3 Gängen wurde nach dem letzten großen Umbau 1982 durch Müllermeister Günter Sonntag bis ins Jahr 1996 Getreide zu Mehl gemahlen. Die Mühle gehört seit 2009 den Söhnen des letzten Müllers Günter Sonntag und wurde als Museumsmühle restauriert.
Zu den Mühlentagen, den Tagen des Offenen Denkmals und bei besonderen Anlässen werden Vorführungen der wieder betriebsfähigen Walzenstühle und der zugehörigen Mühlentechnik einschließlich Schaumahlen geboten. Das Mühlengebäude, die dazugehörige Scheune und der Mühlgraben stehen unter Denkmalschutz.

## Langbeinscher Garten

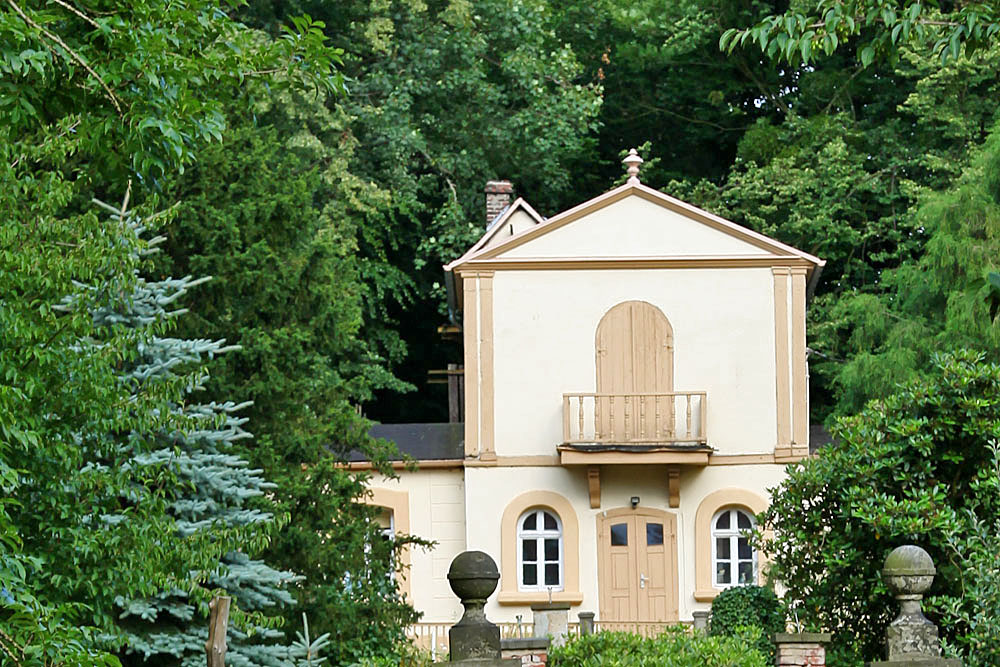
Blick in den Langbeinschen Garten

Ernst Ludwig Langbein, Radeberger Justizamtmann und Vater des Dichters und Romanschriftstellers August Friedrich Ernst Langbein, erwarb nach dem Siebenjährigen Krieg die ursprünglich zum Schloss Klippenstein gehörige Brache auf der dem Schloss gegenüberliegenden (linken) Seite der Großen Röder und errichtete darauf eine terrassenförmige Gartenanlage mit Springbrunnen, Lusthäuschen und Statuen im Hüttertal. Bei der Erbauung der Anlage wurden die Reste alter Gebäude gefunden, die bei den vom Jagdschloss Klippenstein ausgehenden Jagden als Quartiere für Jäger und als Hundeställe benutzt wurden. Daran erinnern der Wegname Großer Hundestallweg entlang des Gartens sowie die Hundestallbrücke, eine 1781 gebaute Steinbogenbrücke über die Große Röder. Vorher befand sich an dieser Stelle des Fahrweges vom Schloss / Amt Radeberg nach Wallroda, zum Rittergut Kleinwolmsdorf und weiter nach Stolpen eine Furt. Die Anlage befindet sich in heute Privatbesitz und steht unter Denkmalschutz.

## Knochenstampe

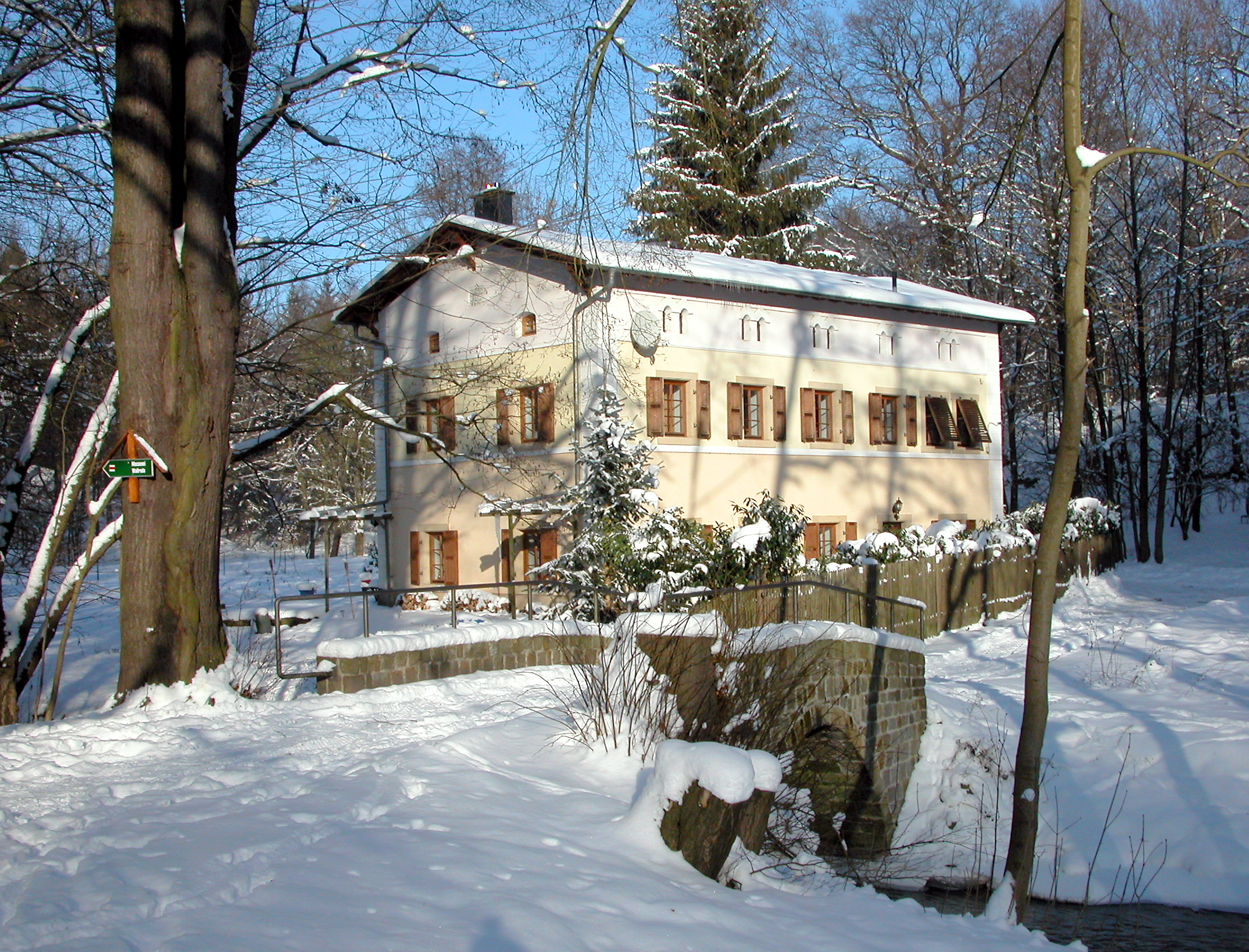
Ehemalige Knochenmühle, jetzt Wohnhaus

Als Knochenstampe wird umgangssprachlich die ehemalige Öl- bzw. Knochenmühle zwischen der Felsklippe Tote Frau und der Hüttermühle bezeichnet. In der Mühle wurden Knochen für die Herstellung von Leim und Düngemittel zermahlen. 1859 erbaute der Besitzer der Hüttermühle, Carl Gottfried Mißbach, etwas unterhalb seiner Hüttermühle eine Ölmühle, die später zur Knochenmühle umgebaut wurde. Die Hüttermühle verkaufte er 1860 an seinen einzigen Sohn Carl Friedrich Mißbach. Nach dem Ende der DDR wurde das verfallene Haupthaus der Knochenmühle aufwändig saniert und dient seitdem als Wohngebäude. Das Haus steht zusammen mit einer davor befindlichen einbogigen Sandstein-Granit-Brücke unter Denkmalschutz.

## Hüttermühle

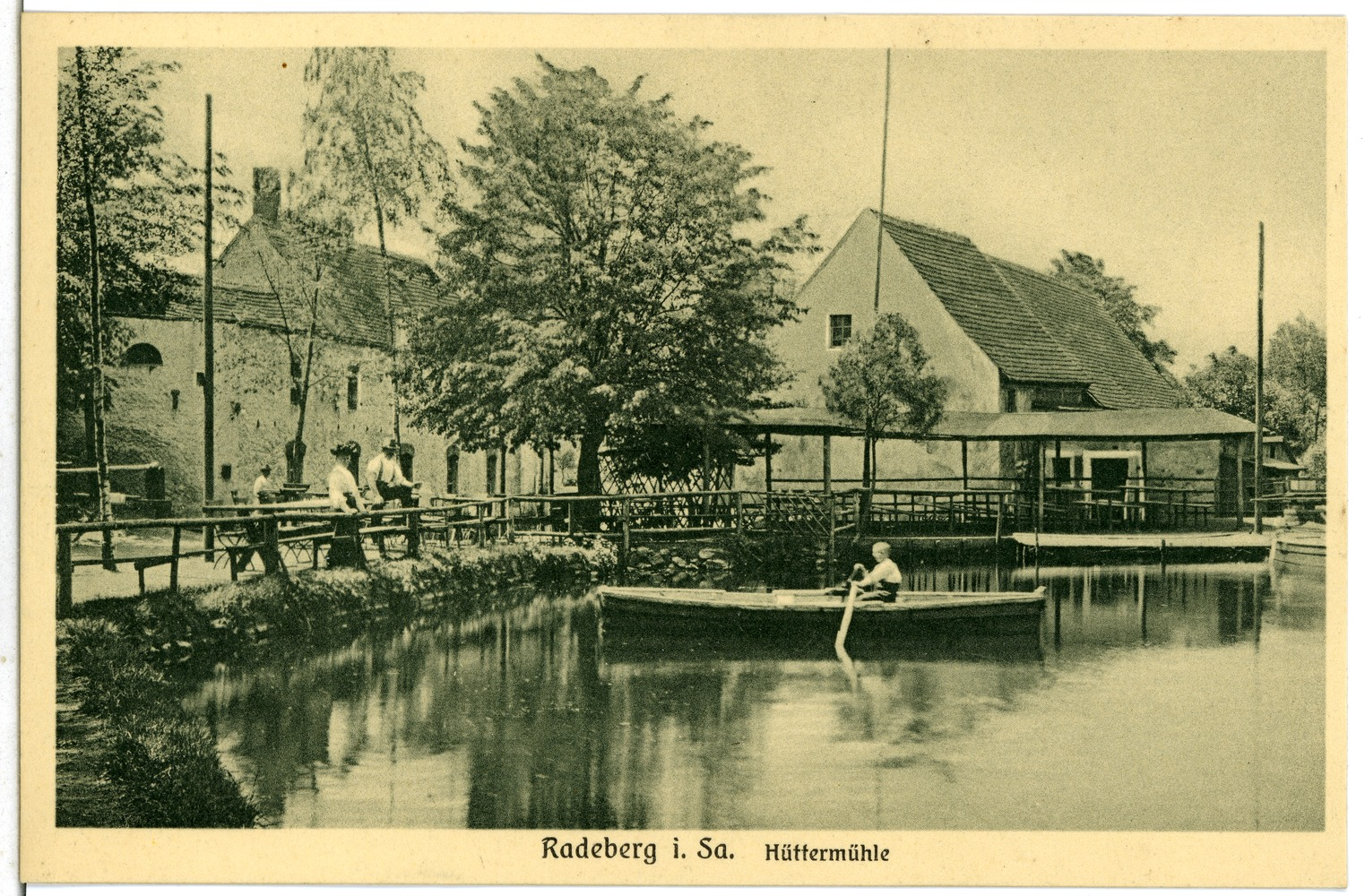
Gasthaus und Gondelteich Hüttermühle um 1906

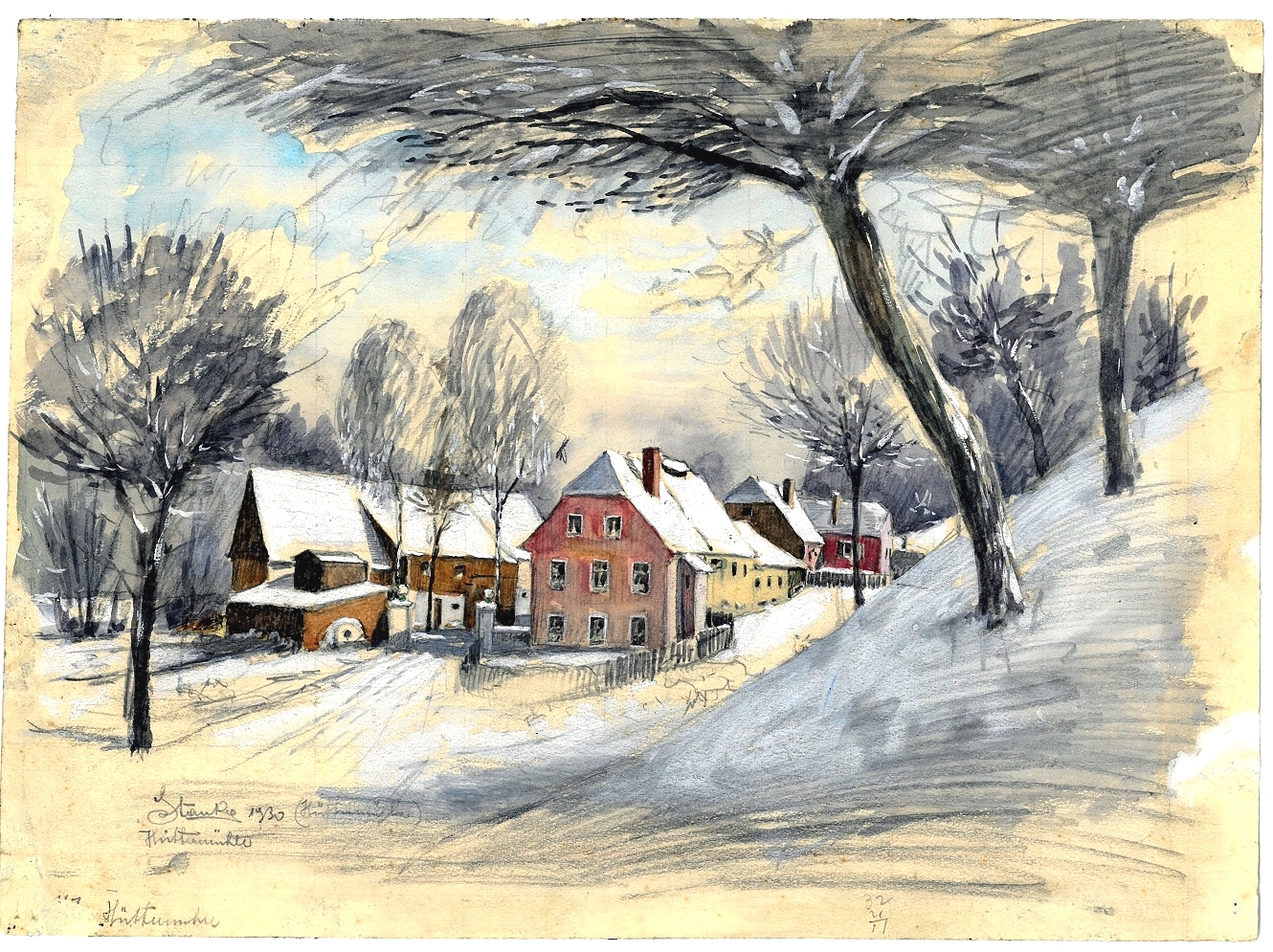
Hüttermühle um 1930. Aquarell von Karl Stanka

Die geschichtlich und überregional bedeutsame Hüttermühle ist historisch, baulich und touristisch der Kernpunkt im Hüttertal. Sie ist (unter verschiedenen Namen) bis in das 15. Jahrhundert nachgewiesen. Ihre heutige Gebäude-Substanz besteht im Kern aus dem langgezogenen, in mehreren Ausbaustufen seit Ende des 16. Jahrhunderts existierenden und mehrmals erweiterten, ca. 43 m langen Gebäudekomplex. Das Mühlen-Gelände war Kreuzungspunkt früherer überregionaler Verkehrswege und spielte wegen der bereits 1762 erbauten Steinbogenbrücke über die Große Röder sowohl landwirtschaftlich (Verbindung Rittergut Kleinwolmsdorf mit den Radeberger Vorwerken Heinrichsthal und Friedrichstal) als auch militär-strategisch eine wichtige Rolle, insbesondere für Truppenbewegungen gegen Ende des Siebenjährigen Krieges und während der Napoleonischen Kriege wegen ihrer relativen Nähe zur damaligen Fernstraße (Königsstraße) Dresden – Bautzen – Görlitz – Breslau.

### Mühlenbetrieb
Für die Zeit von 1445 bis 1535 ist in den Aufzeichnungen der Einnahmen des Amtes Radeberg ein Schleifwerk nachgewiesen. Dabei handelte es sich um eine mit Wasserkraft angetriebene Schleiferei für landwirtschaftliches Gerät und auch für Waffen.
In den Jahren 1590/91 wurde an der Stelle des alten Schleifwerks durch Blasius Lorentz eine Walkmühle errichtet. Deren frühere Gebäude-Substanz ist Kern des heutigen langgezogenen Gebäudekomplexes. Christian Zschiedrich erweiterte den Mühlenbetrieb im 17. Jahrhundert mit einer Brettmühle, später ist zusätzlich noch ein Mahlwerk eingerichtet worden.  Bekannte Besitzer der Mühle waren zum Beispiel Ernst Friedrich von Döhlau, Johann Christoph von Naumann und Gottfried Arnhold aus der überregionalen Müller-Dynastie Arnhold. Zu Beginn des 19. Jahrhunderts fungierte die Hüttermühle als Mahl-, Säge- und Walkmühle, zeitweise auch als Lohmühle. Auf dem Gelände wurden Pferde- und Kuhställe sowie weitere Wirtschaftsgebäude errichtet. Der Mühlenbetrieb wurde bis 1870 aufrechterhalten.
Aus dem früheren Tal-Namen Walckmühlental folgten wegen der jahrhundertelangen intensiven Weidewirtschaft (Schafhaltung mit den historischen Namen Schafs-Huth und -Hüter) im Talgrund und an den z. T. bewaldeten Hängen und der näheren Umgebung (Hutewald) ab etwa 1785 die Namen Hütertal und Hütersmühle, daraus entwickelten sich Hüttertal und Hüttermühle.

### Gastronomie/Erholung

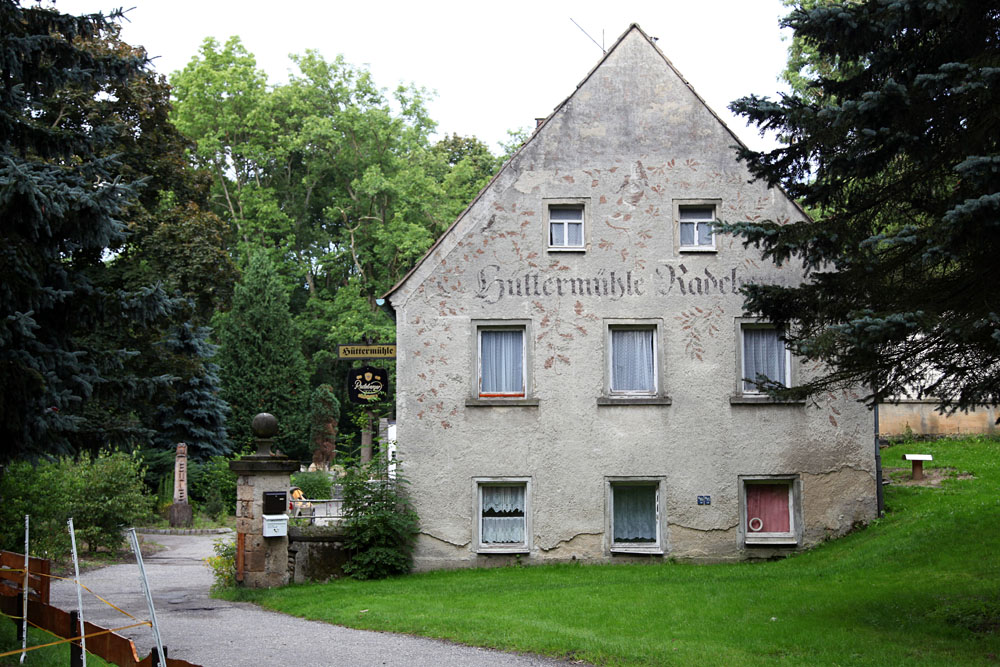
Hüttermühle, westlicher Giebel des Gebäude-Komplexes (Auszugshaus), 2012

Die Hüttermühle erhielt 1877 das Schankrecht. Neben der Ausflugsgaststätte war vor allem der vom oberen Mühlgraben gespeiste. etwa 2.000 Quadratmeter große Mühlenteich beliebt, der im Sommer zum Gondeln und im Winter zum Eislaufen benutzt wurde. Ende der 1930er Jahre kam es zum wirtschaftlichen Niedergang und schließlich um 1940 zum Ruin und zur Schließung der Gaststätte. Von 1954 bis 1961 sind die Mühlengebäude nach notdürftiger Instandsetzung als Kinderferienlager genutzt worden.
In den Jahren 1972/1973 erfolgten umfangreiche Sanierungsarbeiten am Gebäude der Mühle, am Teich und am umliegenden Gelände. Von der Mühlentechnik blieb bis dahin nur das originale unterschlächtige Wasserrad (Holz-Rahmen mit speziell geformten Blech-Schaufeln, ca. 4 Meter Durchmesser) an der vorderen Fassade (ehem. Radhaus) erhalten, das jedoch wegen seines maroden Zustandes im Jahre 1978 gegen eine vom Schlossmühlen-Besitzer Günter Sonntag hergestellte mittelschlächtige, aber nicht mittels Wasserkraft angetriebene Nachbildung ausgewechselt wurde. Die Hüttermühle wurde fortan als Konsumgaststätte bis zum Ende der DDR betrieben. Statt der 2010 geschlossenen Gaststätte sichert heute eine umfassende Imbissversorgung die gastronomische Betreuung (Stand: August 2021). Teile des Mühlengebäudes, die Torsäulen sowie das Röder-Wehr mit dem teilweise überbauten Mühlgraben stehen unter Denkmalschutz.

### Grünes Klassenzimmer
Im Herbst 2006 wurde durch den Förderverein Hüttertal Radeberg das Grüne Klassenzimmer am Hüttermühlenteich eingeweiht. Die Anlage ist mit überdachten Sitzgruppen, verschiedenen Schautafeln zur Flora und Fauna des Hüttertals, einer Feuerstelle, einem Lehmbackofen und einem Insektenhotel ausgestattet. Schulklassen, Exkursionsgruppen und anderen Interessierten wird so natur- und umweltorientiertes Wissen vermittelt.

## Bogenschießanlage

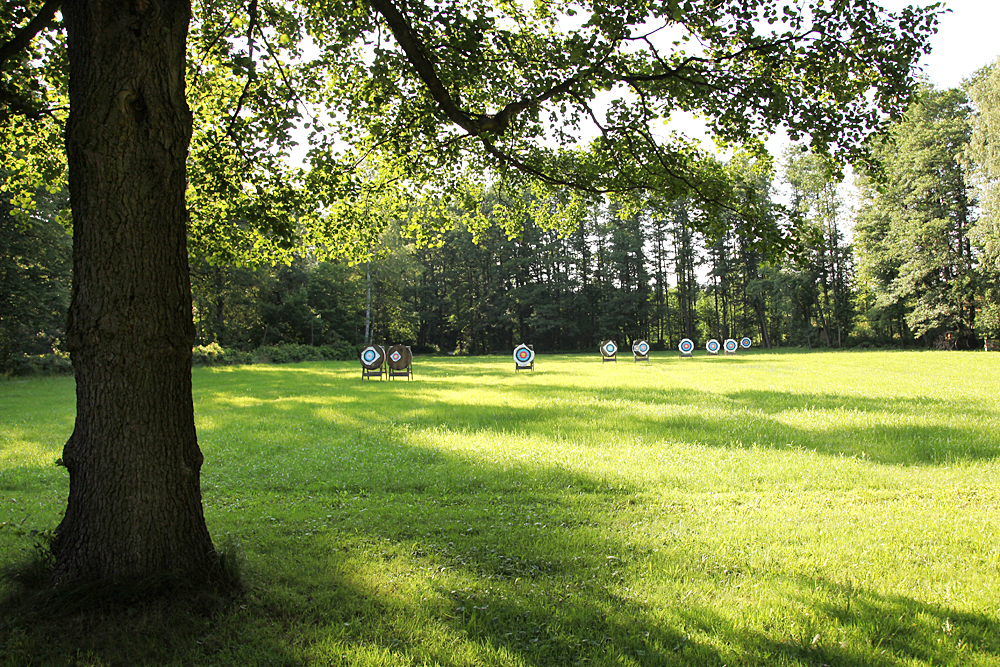
Bogenplatz im Hüttertal

Auf einer zu den Flurstücken der Restauration „Hüttermühle“ gehörigen Wiese rechtsseitig der Röder, gegenüber der linksseitig gelegenen Hüttermühle, errichtete der Radeberger Sport-Club 07 von 1922 bis 1924 gemeinsam mit dem Mühlenwirt Bruno Max Saalbach einen Sportplatz. Diese Sportpark Hüttermühle genannte Anlage wurde am 9. November 1924 mit einem Fußballspiel eingeweiht und dann überwiegend als Fußballplatz genutzt, aber auch als Fest- und Veranstaltungsplatz. Die Restauration Hüttermühle profitierte dabei vor allem von den Zuschauern, die ihr zusätzlichen Umsatz verschafften. Sportplatz und Mühlen-Gastwirtschaft waren mittels einer bereits 1892 vom damaligen Hüttermühlen-Wirt Paufler über einen auf dem Damm zwischen Hüttermühlenteich und oberem Mühlgraben angelegten neuen Weg sowie die am Beginn des oberen Mühlgrabens erbaute Holzbrücke über die Röder verbunden und leicht erreichbar.
Seit 1973 betreibt die Abteilung Bogenschießen des Radeberger Sportvereins auf dem Platz eine Bogenschießanlage. Auf der Anlage sind in Anzahl und Größe variable Scheiben in allen Wettkampfweiten zwischen 30 und 90 Metern vorhanden. Für Kinder und Jugendliche gibt es einen separaten Bereich mit Scheiben in 15 bis 30 Metern Entfernung. Auf dem Gelände wurden bereits Bundesligapartien und deutsche Meisterschaften ausgetragen. Außerdem wird regelmäßig ein Nachtpokal unter Flutlicht veranstaltet. Die Anlage kann, mit Kunststoff-Tieren ausgestattet, von 3D- und Jagdschützen benutzt werden. Im Jahr 2005 wurde das neue Vereinsheim direkt am Schießplatz eingeweiht, nachdem das 1983 erbaute Vereinsheim 2003 einer Brandstiftung zum Opfer gefallen war.

## Felixturm
Der Felixturm ist ein etwa 16 Meter hoher Turm auf dem Schafberg. Er wurde aus verwittertem Granodiorit erbaut und befindet sich auf der Gemarkung Wallroda. Im Jahr 1824 errichtet, diente er von 1839 bis 1965 als Gastwirtschaft. Im Sommer 1918 brannte der Turm nach einem Blitzschlag völlig aus, wurde aber wieder aufgebaut. Der obere Teil musste 1930 wegen Einsturzgefahr abgetragen werden.
Direkt Neben dem Felixturm errichtete 1953 der Nestor der Radeberger Amateurastronomie, Erich Bär, eine private Sternwarte, die bis etwa 1963 auch vom Astronomiezirkel der Fachgruppe Astronomie im Kulturbund der DDR genutzt wurde. Der Turm befindet sich heute in Privatbesitz und wird zum Amateurfunk genutzt.

## Altrabig

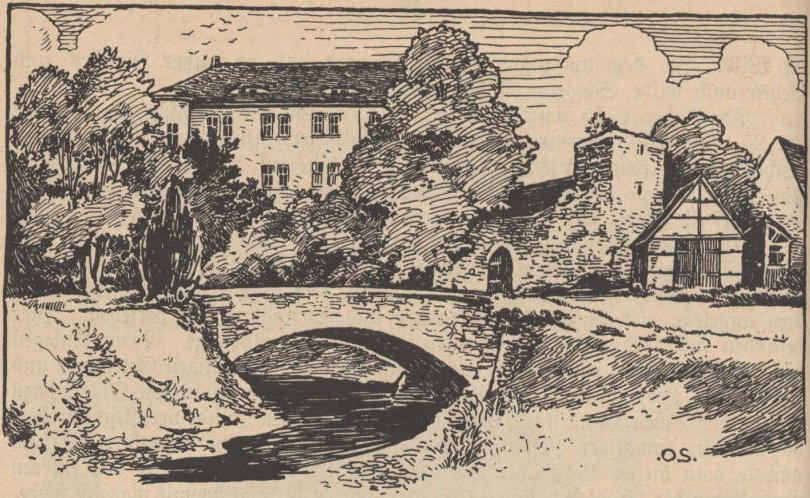
Altrabig

Die Vermutungen früherer Historiker (z. B. Friedrich Bernhard Störzner, Alfred Meiche), dass die Wüstung Altrabig (andere Namen: Aldenradeberg und Altradeberg) im Bereich zwischen der heutigen Hüttermühle und dem früheren Vorwerk Heinrichsthal gelegen habe, kann nicht belegt werden. Stattdessen ist der ungefähre Standort auf der Anhöhe des Schlossberges in nordöstlicher Richtung zu suchen, wo sich auch die frühere Burganlage befunden hat. Diese wurde von der südwestlich durch natürliche Felsen und nordöstlich mit einer Wallanlage geschützten ersten Siedlung Radeberg (mit früheren unterschiedlichen Schreibweisen) umgeben, bevor sie am jetzigen Standort erbaut wurde. Die Siedlung war bereits vor 1349/50 aufgegeben worden, denn im Lehnbuch Friedrichs des Strengen, Markgraf von Meißen und Landgraf von Thüringen, wird bereits vom verschwundenen Aldenradeberg geschrieben. Die Flurstücke und Felder nördlich dieses Teils des Hüttertals hießen früher Altradeberger Stücke, der Name weist damit auf ihre Zugehörigkeit zu der ehemaligen Siedlung hin.

## Gedenksteine und -tafeln

### Tote Frau

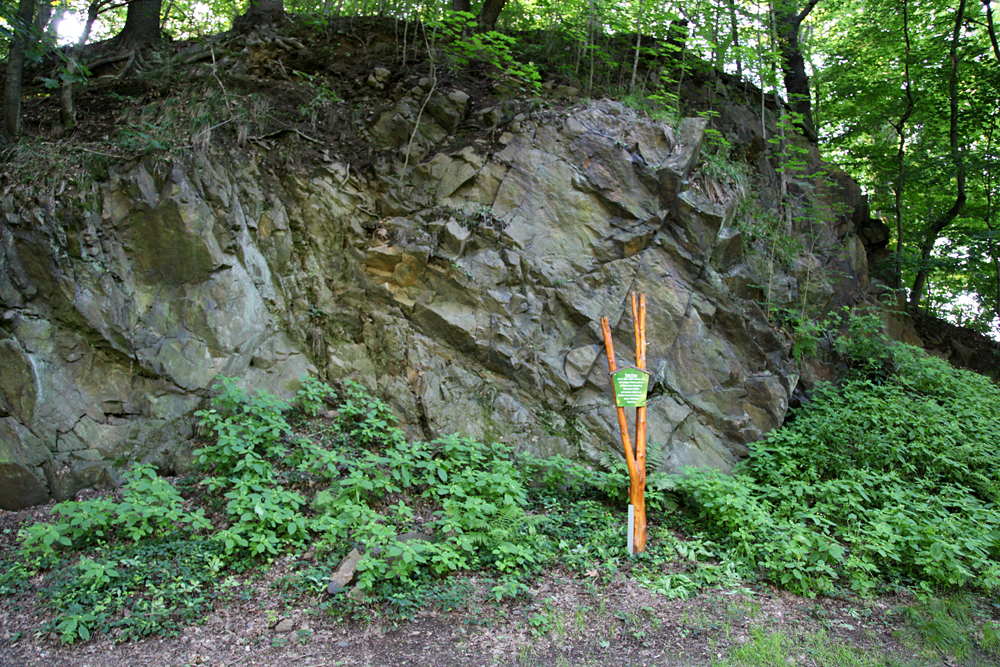
Felsklippe Tote Frau

An einer besonders markanten Felsformation in der Nähe der Knochenstampe erinnert eine Gedenktafel an einen tragischen Unfall. Die Botenfrau Christiane Müller aus Pulsnitz verirrte sich am 5. März 1756 in einem nächtlichen Schneesturm, stürzte die Felswand herunter und kam ums Leben. Im Volksmund trägt diese Felsklippe seitdem den Namen Tote Frau.
Der damalige Müller der Schlossmühle Johann Christoph Senf brachte zum Gedenken an der Felswand den Namen der Verunglückten und symbolhafte Zeichen (Totenkopf, Kreuz u. a.) an und später eine erste Gedenktafel mit der Inschrift (Original-Text und -Schreibweise)):
Die finstre Nacht

hat mich herbracht

Ich kam in Noth

und fiel zu todt.
Der Förderverein Hüttertal Radeberg stellte 2007 eine neue Tafel auf.

### Müller Gottfried Arnhold

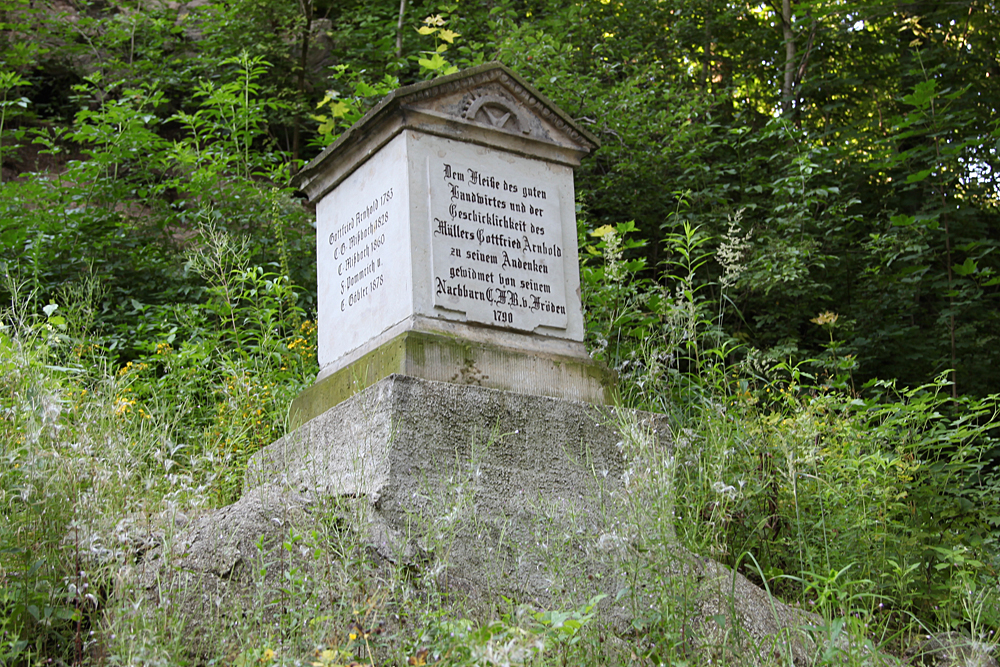
Gedenkstein Müller Arnhold, Text nach der Restaurierung 2009

Friedrich von Fröden, sächsischer Ober-Zeugmeister im Range eines Generalmajors zu Dresden, war zum Ende des 18. Jahrhunderts Besitzer des nahegelegenen Vorwerkes Friedrichstal und eng mit den Besitzern der Arnoldmühle, der Familie Arnold (auch: Arnhold), verbunden. Mühlen wurden damals oft nach dem Besitzer benannt, erst zum Anfang des 19. Jahrhunderts entwickelte sich der spätere Name Hüttermühle. In Anerkennung und Würdigung der Wohltätigkeit und gemeinnützigen Gesinnung Johann Gottfried Arnholds für die Stadt und Umgebung Radebergs ließ von Fröden 1790 unweit der Mühle den Arnhold-Gedenkstein errichten.
Das Denkmal aus Sandstein befindet sich gegenüber dem Hüttermühlenteich am Hang des rechten Ufers der Großen Röder. Die Inschrift auf der Vorderseite lautete (Original-Schreibweise vor der Restaurierung 2009):

„Dem Fleiße des guten LandWirthes und der Geschicklichkeit des Müllers Gottfried Arnhold zu seinem Andenken gewidmet von seinem Nachtbar H.L.B.v. Fröden, 1790“

Das Denkmal wurde im Laufe der Zeit mehrfach restauriert, zum Beispiel 1882 durch die Section Radeberg des Gebirgs-Vereins für die Sächsische Schweiz, in Zeiten der DDR durch die Heimatfreunde des Kulturbundes der DDR und im Jahr 2009 durch den Förderverein Hüttertal Radeberg e. V.

### Wegewart Helmut Müller
Eine Gedenktafel an der Brücke zur Hüttermühle erinnert an den Wegewart Helmut Müller (1925–2002). Der gelernte Uhrmachermeister war maßgeblich am Ausbau und an der Erhaltung des markierten Wanderwegnetzes im Radeberger Umland beteiligt.

### Max Hinsche

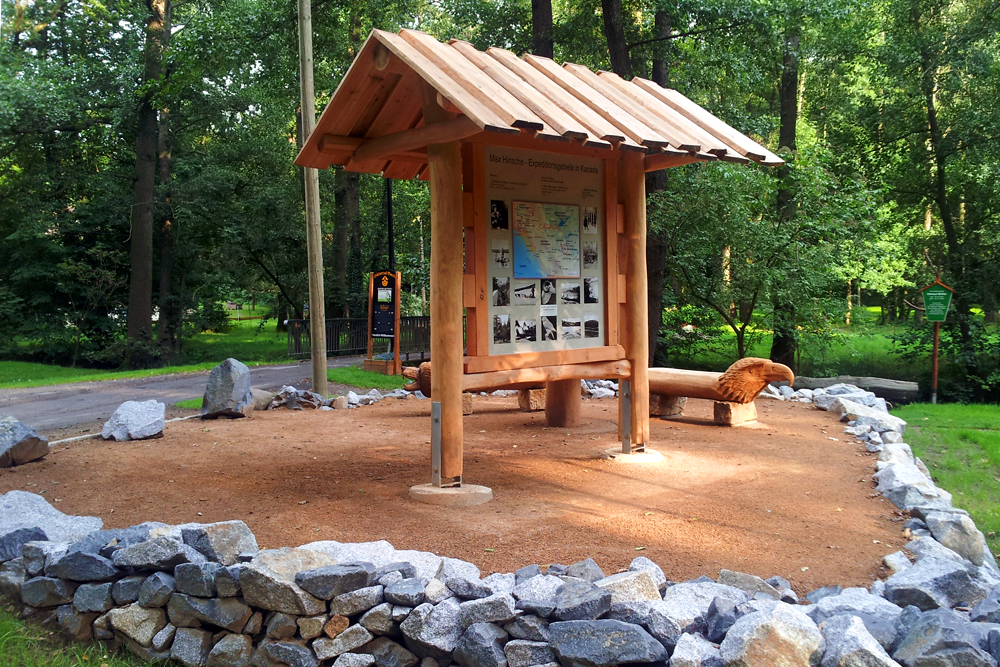
Gedenktafel mit Sitzgruppe

Zum Andenken an den 1896 in Radeberg geborenen Naturforscher, Tierpräparator und Autor Max Hinsche wurde im Juli 2014 an der Zufahrt zur Hüttermühle eine Gedenktafel errichtet. Hinsche war zum Beispiel für die Staatlichen Museen für Tierkunde und Völkerkunde Dresden auf Expeditionen im Norden Kanadas und im Yukon, um Sammlungen von Säugetieren und Vögeln anzulegen. Die Tafel wurde vom Radeberger Oberbürgermeister Gerhard Lemm in Anwesenheit von Hinsches Tochter Annegret Borek eingeweiht. Daneben wurde durch den Radeberger Holzkünstler Dirk Hantschmann eine Sitzgruppe erbaut.

## Planetenwanderweg
Der Planetenwanderweg durch das Hüttertal hat zehn Stationen. Er wurde 1994 von einem Radeberger Unternehmen in Zusammenarbeit mit der Stadtverwaltung und dem Freundeskreis der Sternwarte „Erich Bär“ eingerichtet und beginnt in Radeberg am Schloss Klippenstein mit der Station Sonne. In etwa maßstabsgetreuen Abständen folgen die Stationen der Planeten unseres Sonnensystems. Der Weg endet nach Merkur, Venus, Erde, Mars, Jupiter, Saturn, Uranus und Neptun mit dem Pluto. Da der Planetenweg vor 2006 angelegt wurde, ist Pluto als Station dabei, da er zu dieser Zeit noch als Planet klassifiziert war. Der Weg endet am Felixturm. Im Jahr 2006 wurden die Stationen des Weges restauriert.

## Veranstaltungen
Regelmäßige Veranstaltungen im Hüttertal sind neben geführten Wanderungen zum Beispiel das Backofenfest und das Kindersingen an der Hüttermühle. Außerdem wird regelmäßig die Aktion Sauberes Hüttertal durchgeführt, bei der Naturliebhaber und die Anwohner der umliegenden Orte aufgerufen sind, das Hüttertal von Müll und Unrat zu säubern.
Seit 2010 findet jedes Jahr der Hüttertallauf statt. Veranstalter ist der RC 1898 Radeberg. Dabei handelt es sich um einen Volkslauf über eine Distanz von 10 Kilometern. Start und Ziel befinden sich an der Hüttermühle Radeberg. Die Streckenführung gibt der Veranstaltung die Charakteristik eines Crosslaufs. Seit 2011 können außerdem Teams mit je drei Personen, von denen mindestens ein Teilnehmer jünger als 14 Jahre alt sein muss, auf einer etwa zwei Kilometer langen Strecke um den Pokal der Stadt Radeberg laufen. 2020 traten 143 Läufer beim 10-Kilometer-Wettbewerb und 11 Teams beim Teamwettbewerb an.

## Förderverein Hüttertal Radeberg
Für den Schutz und die Pflege des Hüttertals wurde am 2. Februar 2006 der Förderverein Hüttertal Radeberg e. V. gegründet. Hauptaufgabe des Vereins ist der Erhalt des Landschaftsschutzgebietes, zum Beispiel durch Säuberungs- und Instandhaltungseinsätze für das Wegenetz, die Denkmäler und die Talhänge. Außerdem organisiert der Verein die verschiedenen Veranstaltungen mit, betreibt das Grüne Klassenzimmer und erstellt Dokumentationen über das Hüttertal.
Anlässlich des Neujahrsempfangs des Radeberger Bürgermeisters 2011 wurde dem Förderverein Hüttertal Radeberg e. V. die Ehrenmedaille der Stadt Radeberg für Verdienste zum Wohle der Stadt verliehen. Hervorgehoben wurde unter anderem der Einsatz des Vereins bei der Beseitigung der Sturmschäden vom Mai 2010.

## Sonstiges
Eine Felsformation in der Nähe der Bogenschießanlage erinnert mit etwas Fantasie an die Form eines Elefantenkopfes und ist deshalb im Volksmund als Elefantenfelsen bekannt.
Am Abzweig des Wanderweges zum Felixturm befindet sich die sogenannte Mäuseburg. Es handelt sich dabei um einen großen alten Baumstamm, über den in der Bevölkerung zahlreiche Geschichten überliefert sind.

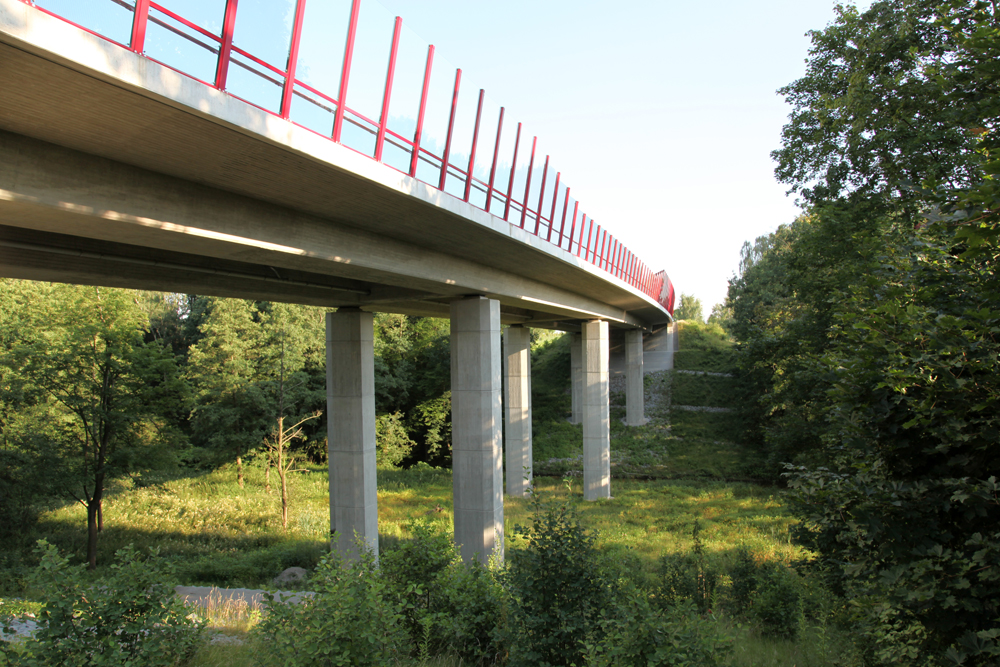
Brücke der S 177

Die im Dezember 2008 freigegebene Ortsumgehung Großerkmannsdorf/Radeberg der Staatsstraße 177 verläuft über eine Brücke durch das Hüttertal. Der Bau dieser Brücke war aufgrund der Einordnung des Hüttertals als europäisches Schutzgebiet an umfangreiche, den Naturschutz betreffende Auflagen gebunden und wurde besonders kritisch von der Öffentlichkeit verfolgt.
In den 1920er Jahren suchte man in Radeberg nach einem Platz für einen neuen Friedhof, da die Bestattungskosten auf den vorhandenen für nicht kirchliche Einwohner deutlich höher waren als für Angehörige der Kirchen. Im Jahr 1929 legten der Landesverein Sächsischer Heimatschutz, der Ausschuss für Friedhofskunst sowie der Bau-, der Finanz- und der Bestattungsausschuss dem Radeberger Stadtrat einen Vorschlag zur Einrichtung eines Urnenfriedhofs im Hüttertal vor. Der Friedhof sollte auf der Anhöhe zwischen der Schlossmühle und der Felsformation Tote Frau entstehen. Der Stadtrat stimmte dem Entwurf zu. Die Auswirkungen der Weltwirtschaftskrise, welche vor allem die Glasindustrie in Radeberg zum Erliegen brachten und damit die finanziellen Mittel der Stadt aufbrauchten, verhinderten jedoch die Umsetzung des Vorhabens. Nach der Machtergreifung durch die Nationalsozialisten wurden die Pläne für den Urnenfriedhof verworfen.
Als nach dem Ende des Zweiten Weltkrieges der Schulbetrieb zeitweilig ruhte, organisierte der Radeberger Naturwissenschaftler und Konrektor der Radeberger Oberschule Theodor Arldt mit den Schülern der höheren Klassen gemeinnützige Arbeitseinsätze zur Neuanlage eines Wanderpfades im Hüttertal und zur Instandsetzung des durch Hochwasser zerstörten Weges nach Wallroda und förderte damit bei den Jugendlichen die Heimatverbundenheit.
Unweit des jetzt von der Brücke überspannten Bereiches der Großen Röder befanden sich die ersten Badestellen Radebergs. Die Bereiche der Stauanlagen an den Mühlgräben wurden häufig von den Müllern und von den Anwohnern zu Badezwecken genutzt. Im Jahr 1868 wurden einfache Bretterverschläge als Umkleidekabinen erbaut und eine Badeanstalt für Männer und ältere Knaben eröffnet, 1883 wurde das erste Badehaus im Hüttertal eröffnet. Am Ende des 19. Jahrhunderts existierte ein Militärbadeplatz in der Nähe des Wehrs der Schlossmühle. Im Jahr 1913 eröffnete das Stadtbad Radeberg am heutigen Standort innerhalb der Stadt.

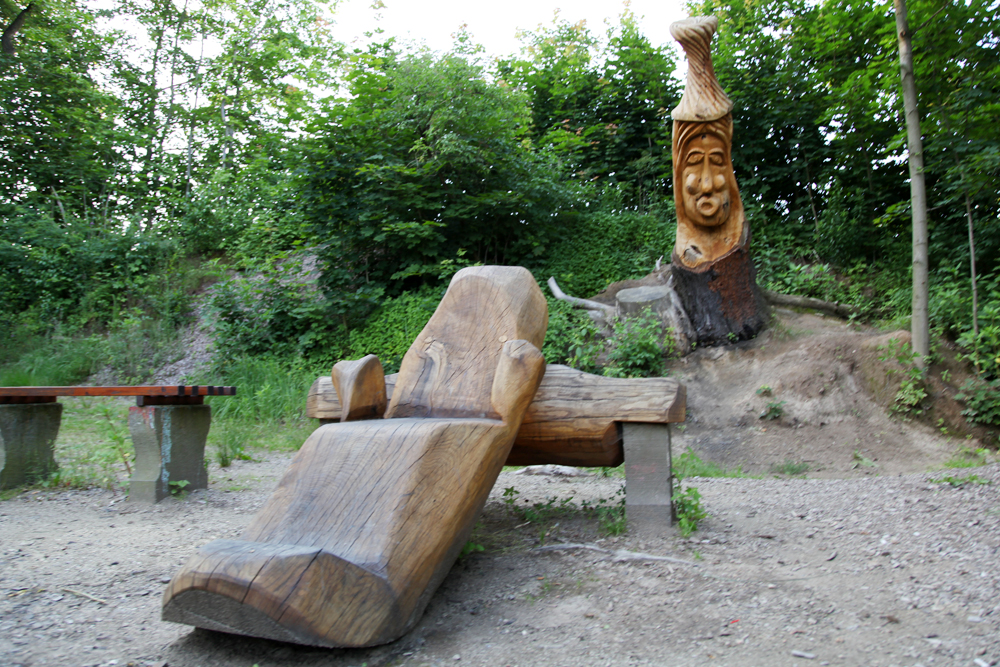
Skulptur Tornadomann

Der sogenannte Tornado am Pfingstmontag, dem 24. Mai 2010, richtete auch im Hüttertal schwere Schäden an. Viele Bäume wurden entwurzelt und ganze Waldabschnitte verwüstet. Die Hauptwanderwege konnten erst sechs Wochen nach dem Tornado wieder für die Öffentlichkeit freigegeben werden. Der Holzkünstler Dirk Hantschmann aus Radeberg schuf zum Gedenken an dieses Naturereignis den Tornadomann. Dabei handelt es sich um eine Holzskulptur am Rand der Tornadoschneise, die aus dem verbliebenen Baumstumpf einer vom Sturm umgebrochenen Eiche gefertigt wurde. Außerdem erinnert eine massive Sitzgruppe aus Bruchholz auf einer Wiese zwischen Knochenstampe und Hüttermühle an das Unwetter.
Das Sächsische Altlastenkataster (SALKA) verzeichnet eine Fläche im Hüttertal in der Gemarkung Wallroda als Bodenbelastungsverdacht und weist auf einen ehemaligen Panzerübungsschießplatz hin. Außerdem gab es in der Nähe der Hüttermühle einen Schießplatz für Kurzstreckenwaffen. Dieser wurde im Jahr 1894 aufgrund von Beschwerden über den Lärm und Gefahren durch Querschläger aufgegeben.
Am 12. Mai 2017 wurde im Rahmen einer ökumenischen Wanderung am nördlichen Zugang des Hüttertals zur Hüttermühle die Ökumene-Linde geweiht. Um den Stamm des Baumes wurde eine sechsseitige Bank errichtet, deren Sitzflächen die jeweils drei Radeberger christlichen Kirchen und Kirchgemeinden sowie deren Dialog untereinander symbolisieren.